# Madame Ke
Madame Ke (en chinois : 客氏 ; pinyin : Kè Shì) était la nourrice du jeune empereur Tianqi (1605-1627), de la dynastie Ming. Lors de l'avènement au trône de ce dernier en 1620, tous les pouvoirs furent délégués à Wei Zhongxian, puisque l'empereur était illettré. La réalité du pouvoir tomba entre les mains de Madame Ke et de Wei Zhongxian, qui furent éliminés par l'empereur Chongzhen en 1627.